# Venezuela (transatlantico)
La turbonave Venezuela è stata un transatlantico italiano della Sicula Oceanica di Palermo, società appartenuta alla Grimaldi Lines.

## Caratteristiche
La nave, lunga 175,30 metri, larga 21,80 metri, aveva un apparato propulsore a turbine capace di erogare una potenza di 13.833 Kw in grado di spingere la nave alla velocità di 16 nodi. Fu costruita nel 1921 nei cantieri navali Cammell Laird di Birkenhead (Regno Unito) per la Compagnie Générale Transatlantique e varata nel febbraio 1924 con il nome di Suffren. Dopo la caduta della Francia nelle mani della Germania nazista, la nave venne utilizzata come caserma. Affondata a Bordeaux, in Francia, durante la ritirata tedesca, venne rimessa a galla, riparata e rimessa in servizio. Nel corso degli anni fu ribattezzata prima Empresse of Australia e poi Venezuela. Nel 1962 si arenò al largo di Cannes e demolita a La Spezia.

## Servizio

### Compagnie Générale Transatlantique
Nell'agosto del 1924 fu acquisita dalla Compagnie Générale Transatlantique (CGT) che la ribattezzò con il nome De Grasse, salpando per il suo viaggio inaugurale sulla rotta Le Havre-New York.
Rimodernata nel 1931, allo scoppio della seconda guerra mondiale continuò le sue traversate, ma in una versione leggermente militarizzata, con gli oblò bloccati ed un armamento leggero. Nella primavera del 1940 venne utilizzata per il trasporto truppe. La nave venne dismessa nel maggio 1940 a Bordeaux. Successivamente fu utilizzata come nave caserma galleggiante per i soldati tedeschi e poi come nave base per i sommergibili italiani (l'Italia aveva dislocato oltre venti sommergibili a Bordeaux per supportare i tedeschi durante la battaglia dell'Atlantico).
Apparendo un bersaglio troppo pericoloso dopo il primo bombardamento britannico su Bordeaux, la nave si arrese al governo di Vichy nel maggio 1942, che la utilizzò come nave scuola. Fu parzialmente affondato dai tedeschi durante la ritirata dell'agosto 1944. Rimesso a galla nell'agosto del 1945, fu inviato ai cantieri navali Penhoët per essere riparato e modernizzato, dove, durante queste trasformazioni perse un fumaiolo. La nave venne riassegnata alla rotta Le Havre-New York mentre la CGT ricostituiva la flotta.

### Canadian Pacific
Nel 1953, la De Grasse fu venduta alla Canadian Pacific Steamships per sostituire la RMS Empress of Canada andata a fuoco, venendo ribattezzata Empress of Australia. Tuttavia la Canadian Pacific non se ne servì a lungo rivendendola nel 1956.

### Sicula Oceanica
Nel 1956, l'Empress of Australia fu venduta alla Sicula Oceanica dei fratelli Grimaldi, dopo essere stata ristrutturata e ribattezzata Venezuela, prestò servizio sulla rotta da Napoli ai Caraibi. Il 17 marzo 1962, la Venezuela in ingresso nel porto di Cannes, urtò degli scogli sommersi presso l'Isola di Sant'Onorato arenandosi a 300 metri dalla riva. I 190 passeggeri a bordo ed i 320 membri dell'equipaggio furono messi tutti in salvo.

Rimessa a galla e rimorchiata a Genova, fu avviata alla demolizione e smantellata a La Spezia nell'agosto dello stesso anno.

## Passeggeri celebri
Nel 1924 la De Grasse trasportò l'attore britannico Arthur Margetson e sua moglie Rosamund nel suo viaggio inaugurale da Le Havre, arrivando a New York il 5 settembre.

Nell'aprile del 1930 il De Grasse trasportò Arturo Toscanini e i 114 membri della New York Philharmonic Orchestra da New York City a Le Havre, durante la tratta di andata della prima tournée europea dell'orchestra.

Nel 1949, Jacqueline Bouvier viaggiò a bordo del De Grasse per un viaggio di studio all'estero a Parigi.

Nel 1959, il Trio Bennato grazie all'armatore Aldo Grimaldi, viaggiò a bordo del Venezuela da Napoli in Sudamerica, toccando i porti di Barcellona, Tenerife e delle Antille. Durante la crociera, Edoardo, Eugenio e Giorgio Bennato eseguirono una serie di spettacoli.